# Dyzin
Dyzin – wieś sołecka w Polsce położona w województwie mazowieckim, w powiecie otwockim, w gminie Celestynów.
W latach 1975–1998 miejscowość administracyjnie należała do województwa warszawskiego.
Wierni Kościoła rzymskokatolickiego należą do parafii Matki Bożej Anielskiej w Starej Wsi.